# Vetrov
Vetrov (nemško: Federaun    ) je katastrska občina Beljak     na izhodu iz Ziljske doline.
Znotraj katastrske občine se nahajajo vasi Gornji Vetrov (Oberfederaun), Pod Vetrovom (Unterfederaun), Rogaje pod Dobračem (Oberschütt) in Zabuče pri Brnci (Unterschütt).
Nekdanja rimska cesta (Via Julia Augusta), ki se danes uporablja kot pohodniška pot, vodi iz Vetrova (Federauna) v Beljaške toplice. Tu so vidne do 20 cm globoke kolesnice, ki so jih za seboj pustile rimske poštne kočije. Nad vasjo, na strmi pečini, so ruševina  gradu Vetrov.
Vetrov je utrpel znatno škodo zaradi potresa leta 1348.
Ime Vetrov (Federaun) izhaja iz romanske oblike "Vederona", kar pomeni "vetrovno vremensko območje".

Na zahodnem obrobju vasi Pod Vetrovom stoji gotska podružnična cerkev Vetrov.
- Skale nad vasjo Pod Vetrovom (Unterfederaun)
- Ruševine gradu Vetrov
- Podružnična cerkev svetega Mateja v Pod Vetrovem
- Gostišče “Kreuzwirt” v Pod Vetrovem št. 12
- Podrobnost na gostišču “Kreuzwirt”
- Obrtniška hiša v Pod Vetrovem št. 14 iz leta 1750
- Avtocestni most v Pod Vetrovem